# 李繼達
李繼達（？—924年），五代十國時期後唐將領，昭義軍節度使李嗣昭之子，李繼儔、李繼韜之弟。因參與安義軍權力鬥爭，於同光二年（924年）發動叛亂被誅。  

## 生平
李繼達出身河東軍事世家，父李嗣昭為後唐開國功臣，官至昭義軍節度使，於天祐十九年（922年）戰死於討伐鎮州之戰。次兄李繼韜趁父戰死，囚禁李繼儔自立為留後，先叛後唐歸附後梁，唐滅梁後又歸附後唐莊宗。李繼韜其後因私通契丹事發，与二子和弟弟李继远遭莊宗誅殺。庄总復以其長兄李繼儔為昭義節度使。朝廷下令召李繼儔返回京城，但李繼儔不僅拖延啟程，還強行佔據李繼韜遺留的妾室、歌妓與珍寶財物。繼達得知後憤怒遂稱次兄獲罪、兄弟、侄子四人被殺，而兄長卻無骨肉之情，侵吞他們的財產，淫辱他們的妻妾，此等行徑令人無法容忍！李繼達隨即穿上麻布喪服，率領數百名騎兵包圍節度使府邸（戟門），派部下衝入府內殺死李繼儔。時任昭義節度副使李繼珂緊急召集城中百姓千餘人反攻，李繼達不敵，逃至城外後自刎身亡。